# Sheldon-Hall-Syndrom
Das Sheldon-Hall-Syndrom ist ein sehr seltenes angeborenes Fehlbildungssyndrom mit den Hauptmerkmalen von Gelenkkontrakturen, Gesichtsauffälligkeiten wie Hoher Gaumen und Mikrostomie. Es gilt als eine Variante des Freeman-Sheldon-Syndroms.
Synonyme sind: Arthrogrypose, distale, Typ 2B; Freeman-Sheldon-Syndrom (Variante)
Die Abgrenzung zum Freeman-Sheldon-Syndrom erfolgte im Jahre 1997 durch den US-amerikanischen Humangenetiker P. A. Krakowiak und Mitarbeiter.
Die Namensgebung bezieht sich auf die US-amerikanischen Humangenetiker J. H. Sheldon und Judith G. Hall.

## Verbreitung
Die Häufigkeit ist nicht bekannt, soweit geklärt erfolgt die Vererbung autosomal-dominant. Bislang ist über weniger als 100 Patienten berichtet worden.

## Ursache
Der Erkrankung liegen Mutationen im TNNI2-Gen oder im TNNT3-Gen im Chromosom 11 Genort p15.5, im TPM2-Gen im Chromosom 9 13.3 oder im MYH3-Gen im Chromosom 17 p13.1 zugrunde.

## Klinische Erscheinungen
Klinische Kriterien sind:
- Gelenkkontrakturen bereits bei Geburt, nicht zunehmend (Distale Arthrogrypose)
- Mikrostomie, hoher Gaumen, schräg stehende Augenlider
- Kleinwuchs
- Kamptodaktylie
- Talus verticalis, Klumpfuß

## Diagnose
Die Diagnose erfolgt nach den klinischen Befunden.
Eine Pränataldiagnostik mittels Feinultraschall ist möglich.

## Differentialdiagnose
Abzugrenzen sind das Freeman-Sheldon-Syndrom und andere Formen der Arthrogrypose.